# 525 v.Chr.
Het jaar 525 v.Chr. is een jaartal volgens de christelijke jaartelling. 

## Gebeurtenissen

### Egypte
- Koning Cambyses II trekt door de Sinaïwoestijn met steun van de Bedoeïenen en valt de Nijl-delta binnen.
- Slag bij Pelusium - Farao Psammetichus III wordt verslagen door de Perzen en vlucht naar Memphis.
- Cambyses II belegert Memphis, de stad wordt ingenomen en 2.000 bewoners vermoord als vergelding.
- Psammetichus III wordt afgevoerd naar Susa, zijn dochter wordt als slavin verkocht en zijn zoon geëxecuteerd.
- Cambyses II wordt de eerste farao van de 27e dynastie van Egypte.

### Perzië
- Psammetichus III komt in opstand en wordt gevangengenomen, hij moet als straf stierenbloed drinken en overlijdt.

### Griekenland
- Cleisthenes wordt benoemd tot archont van Athene.

## Geboren
- Aischylos (525 v.Chr. - 456 v.Chr.), Grieks dichter van Gela

## Overleden
- Anaximenes (585 v.Chr. - 525 v.Chr.), Grieks filosoof van Milete (60)
- Psammetichus III, farao van Egypte